# Copy That
Copy That es un álbum de estudio grabado por la cantante estadounidense Sara Evans. Lanzado el 15 de mayo del 2020 por Born To Fly Records y fue producido por Jarrad K. El proyecto fue el 10⁰ álbum de estudio de Evans y su primer álbum que consistió completamente en material de Covers. El álbum cuenta con 13 canciones y 2 colaboraciones  Phillip Sweet (miembro de Little Big Town) y  Old Crow Medicine Show.

## Lista de canciones
| CD  |                                                            |                             |          |  |
| N.º | Título                                                     | Artistas Originales         | Duración |  |
| 1.  | «If I Can't Have You»                                      | Yvonne Elliman              | 3:10     |  |
| 2.  | «Don't Get Me Wrong»                                       | The Pretenders              | 3:57     |  |
| 3.  | «Come on Eileen»                                           | Dexys Midnight Runners      | 4:05     |  |
| 4.  | «Crazy Love»                                               | Poco                        | 3:01     |  |
| 5.  | «Whenever I Call You "Friend" (Con Phillip Sweet)»         | Kenny Logins y Stevie Nicks | 4:07     |  |
| 6.  | «It's Too Late»                                            | Carole King                 | 3:35     |  |
| 7.  | «Monday Morning»                                           | Fleetwood Mac               | 2:49     |  |
| 8.  | «All We Ever Do Is Say Goodbye»                            | John Mayer                  | 4:36     |  |
| 9.  | «I'm So Lonesome I Could Cry (Con Old Crow Medicine Show)» | Hank Williams               | 3:56     |  |
| 10. | «6th Avenue Heartache»                                     | The Wallflowers             | 5:52     |  |
| 11. | «My Sharona»                                               | The Knack                   | 3:52     |  |
| 12. | «She's Got You»                                            | Patsy Cline                 | 5:01     |  |
| 13. | «Hard to Say I'm Sorry»                                    | Chicago                     | 5:22     |  |